# Percy et ses amis
 (octobre 2020).
Percy et ses amis (Percy's Tiger Tales) est une série télévisée d’animation en 52 épisodes de 11 minutes réalisée par Federico Milella, produite par Fabrique d'Images et Skyline Entertainement, diffusée à partir du 22 décembre 2012 sur Gulli et TiJi,,.
Au Québec, elle a été diffusée sur Yoopa.